# Wacław Jabłoński (1810–1894)
Wacław Jabłoński z Jabłony herbu Jasieńczyk (ur. 1810 w Bonczarce, zm. 19 października 1894 w Rzeszowie) – polski oficer, rolnik, urzędnik.

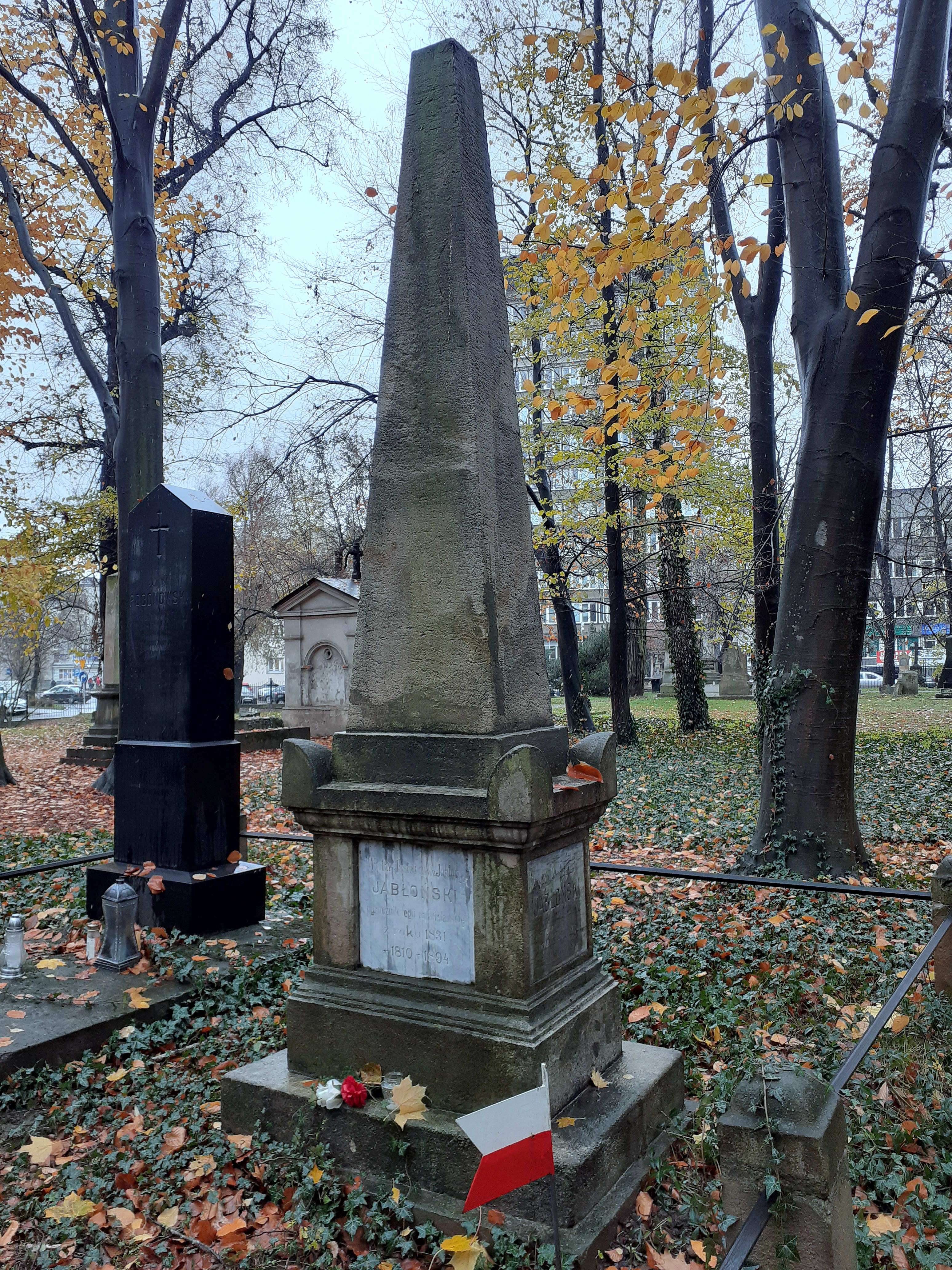
Grobowiec rodzinny Wacława Jabłońskiego

## Życiorys
Brał udział w powstaniu listopadowym 1831. Służył w ułanach. Później w Legii Nadwiślańskiej dosłużył stopnia porucznika. Po upadku powstania gospodarował na roli we wsi Bonczarka. Po wydarzeniach 1846 utracił majątek. Następnie prowadził gospodarstwo w Hermanowej. Przeniósł się do Rzeszowa, gdzie był członkiem Rady Powiatowej, kuratorem fundacji stypendialnej Jana Towarnickiego.
Zmarł 19 października 1894 w Rzeszowie. Został pochowany na Starym Cmentarzu w Rzeszowie (kwatera VII) 22 października 1894.
Jego żoną była Karolina hr. z Dębickich (zm. 1912), właścicielka dóbr. Miał synów Mieczysława (radca sądu krajowego, naczelnik w Tyczynie), Adama (urzędnik Wydziału Krajowego)